# Taltson River
Der Taltson River ist ein etwa 810 km langer Zufluss des Großen Sklavensees in den Nordwest-Territorien von Kanada.

## Flusslauf
Der Taltson River hat seinen Ursprung im 401 m hoch gelegenen Coventry Lake im Südosten der Nordwest-Territorien. Er durchfließt das Bergland südöstlich des Großen Sklavensees anfangs in westlicher, später in südlicher Richtung. Es liegen zahlreiche Flussverbreiterungen und Seen entlang dem Flusslauf, darunter der Nonacho Lake. Schließlich durchschneidet er das Bergland in westlicher Richtung und wendet sich im Unterlauf in Richtung Nordnordwest. Er passiert noch die beiden größeren Seen Tsu Lake und Deskenatlata Lake. Der Unterlauf des  Taltson River verläuft östlich des Slave River und begrenzt das Bergland nach Westen. Der Taltson River spaltet sich im Unterlauf mehrmals streckenweise in zwei oder noch mehr Flussarme auf. Kurz vor Erreichens des Großen Sklavensees spaltet er sich in zwei größere Mündungsarme auf.
Ein wichtiger linker Nebenfluss ist der Tazin River, ein weiterer ist der Tethul River. Der Rutledge River mündet von rechts in den Unterlauf des Taltson River.
Im Folgenden die durchflossenen Seen in Abstromrichtung:
- Dymond Lake
- McArthur Lake
- Gray Lake
- Nonacho Lake
- Taltson Lake
- King Lake
- Lady Grey Lake
- Benna Thy Lake
- Kozo Lake
- Methleka Lake
- Tsu Lake
- Deskenatlata Lake

## Hydrometrie
Es befinden sich mehrere Abflusspegel am Flusslauf des Taltson River, darunter einer am Ausfluss aus dem Tsu Lake (⊙).
Etwa 9,5 km flussabwärts vom Twin Gorges Dam, etwa bei Flusskilometer 204, befindet sich ein Abflusspegel (⊙) am Taltson River. Der gemessene mittlere Abfluss (MQ) an dieser Stelle beträgt 207 m³/s (1994–2021).
Im folgenden Schaubild werden die mittleren monatlichen Abflüsse des Taltson River für die Messperiode 1994–2021 in m³/s dargestellt.

## Wasserkraftnutzung
Unterhalb des Twin Gorges Dam (⊙) befindet sich seit 1966 ein 18 MW-Wasserkraftwerk. Es gibt Pläne, dieses durch ein neues 56 MW-Wasserkraftwerk zu ersetzen. Der Nonacho Lake wird mittels eines Wehres (⊙) abflussreguliert.